# 우리집 금송아지
《우리집 금송아지》는 KBS 1TV에서 매주 월요일 밤 11시 35분에 방송 중인 교양 프로그램이다.

## 프로그램 소개
전국팔도 방방곡곡에는 우리의 전통문화를 보여주는 각종 민예품, 도자기와 회화 등 고미술품, 그리고 가격에 상관없이 그 가정에 큰 의미가 있는 각종 물품을 잘 보관하고 있는 집들이 많다. 이 프로그램은 각 가정에서 소중하게 보관해 오고 있는 물품을 찾아서 그 물품에는 어떤 사연이 있는지 소장자에게 들어보고, 전문 감정위원이 그 가치를 감정해 봄으로써 우리 것의 소중함과 아름다운 사연 그리고 전통 물품의 가치를 재조명해보고자 한다.

## 방송 시간
| 방송 채널    | 방송 기간                         | 방송 시간                         | 방송 분량 |
| ------------ | --------------------------------- | --------------------------------- | --------- |
| KBS 전주 1TV | 2023년 3월 10일 ~ 2024년 6월 28일 | 매주 금요일 저녁 7:40 ~ 저녁 8:30 | 50분      |
| KBS 1TV      | 2024년 7월 3일 ~ 2025년 6월 4일   | 매주 수요일 저녁 7:40 ~ 저녁 8:30 | 50분      |
| KBS 1TV      | 2025년 6월 16일 ~ 2025년 8월 4일  | 매주 월요일 밤 11:35 ~ 12:25      | 50분      |

## 편성 변경
- 2025년 1월 1일 : 《신년 특집 다큐 AI 패권 전쟁, 승자는 누구인가?》 편성으로 인해 오후 4시 10분으로 편성 변경

## 결방
- 2024년 12월 11일 : 윤석열 대통령 탄핵 관련 뉴스 특보 편성으로 인해 결방